# Steve Robinson (Boxer)
Steve Robinson (* 13. Dezember 1966 in Cardiff, Wales) ist ein ehemaliger britischer Boxer im Federgewicht.

## Profikarriere
Seine Profikarriere begann Robinson im Jahre 1989; er gewann seine ersten beiden Kämpfe. Seinen dritten Fight verlor er gegen seinen Landsmann Nicky Lucas nach Punkten. Am 17. April 1993 boxte er gegen John Davison um den Weltmeistertitel der WBO und siegte einstimmig nach Punkten. Insgesamt verteidigte Robinson diesen Gürtel sieben Mal in Folge, ehe er ihn Ende September 1995 an Naseem Hamed durch T.K.o. in der 8. Runde verlor.
Im Jahre 2002 beendete Robinson seine Karriere.